# Богданівка (Кременецький район)
Богда́нівка — село в Україні, у Кременецькій міській громаді Кременецького району Тернопільської області. Розташоване на лівому березі річки Іква, на півночі району.
До 2020 підпорядковане Дунаївській сільській раді. До села приєднано хутори Бондарі, Зайці та Рудочка.
Населення — 414 осіб (2003).

## Історія
На околицях Богданівки виявлено двошарове поселення ранньої залізної доби, селище часів Київської Русі (Богданівка ІІ).
Перша писемна згадка — 1500. 1562 року село належало Б. Лосятинському, 1583 — В. Малиновському.
На 1936 рік село входило до ґміни Бережці Кременецького повіту.
12 червня 2020 року, відповідно до розпорядження Кабінету Міністрів України № 724-р «Про визначення адміністративних центрів та затвердження територій територіальних громад Тернопільської області», увійшло до складу Кременецької міської громади.
19 липня 2020 року, в результаті адміністративно-територіальної реформи та ліквідації Кременецького (1940—2020) району, село увійшло до складу новоутвореного Кременецького району.

## Населення
За даними перепису населення 2001 року мовний склад населення села був таким:
| Мова       | Число ос. | Відсоток |
| ---------- | --------- | -------- |
| українська |           | 99,28    |
| російська  |           | 0,72     |

## Пам'ятки

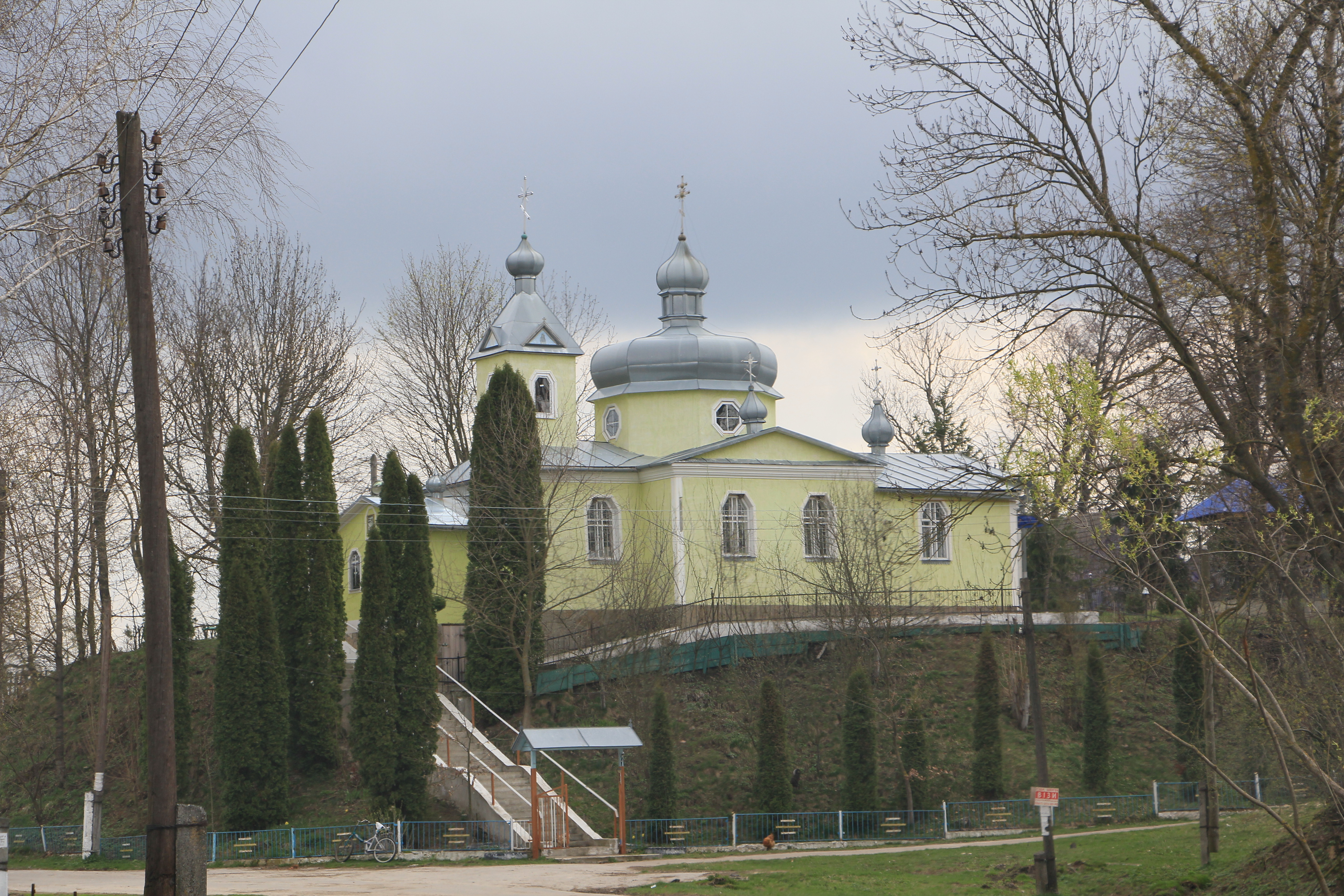
Церква в Богданівці

Є церква святої Марії Магдалини, каплиця (1880).
Споруджений меморіал козацької слави (1990).

## Соціальна сфера
Діють загальноосвітня школа І ступеня, клуб, бібліотека, ФАП.

## Відомі люди
- Аніфатій Свередюк (1942—2003) — поет, художник, самодіяльний актор.
- Жуковський Владислав Владиславович (1860—1916) — підприємець, економіст депутат Державних дум II та III скликань.

## Галерея

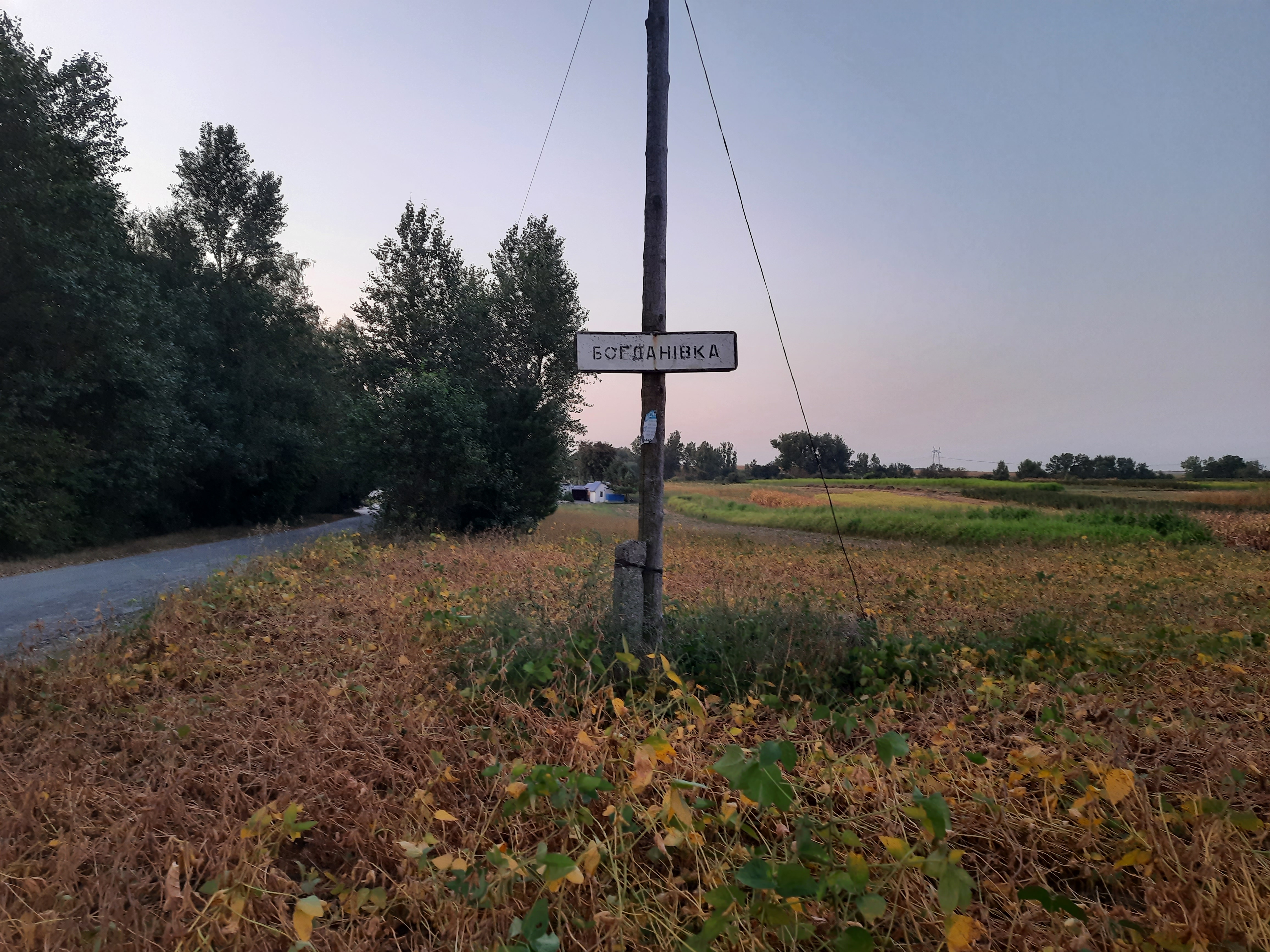
Знак при в'їзді в село
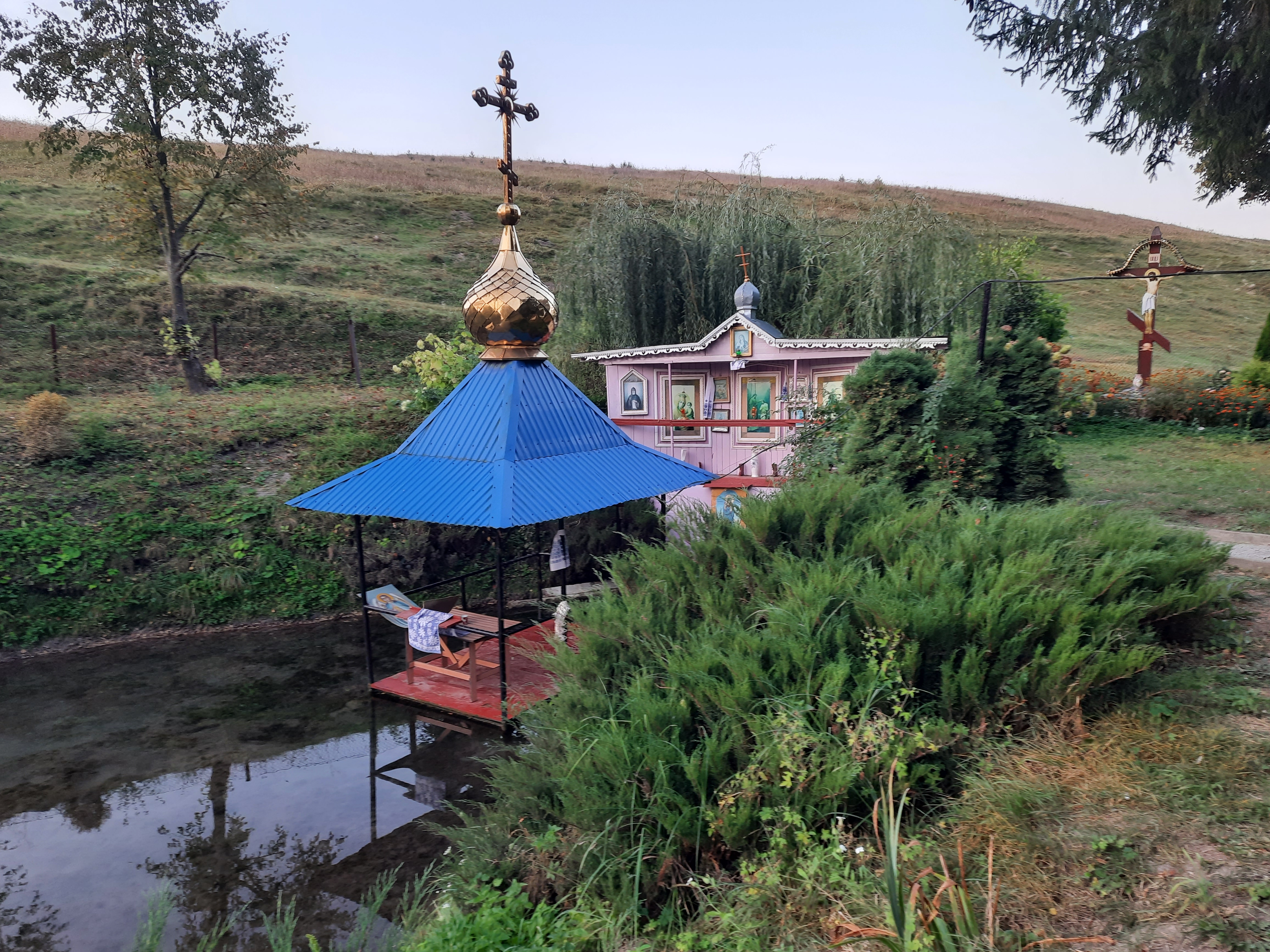
Капличка біля джерела
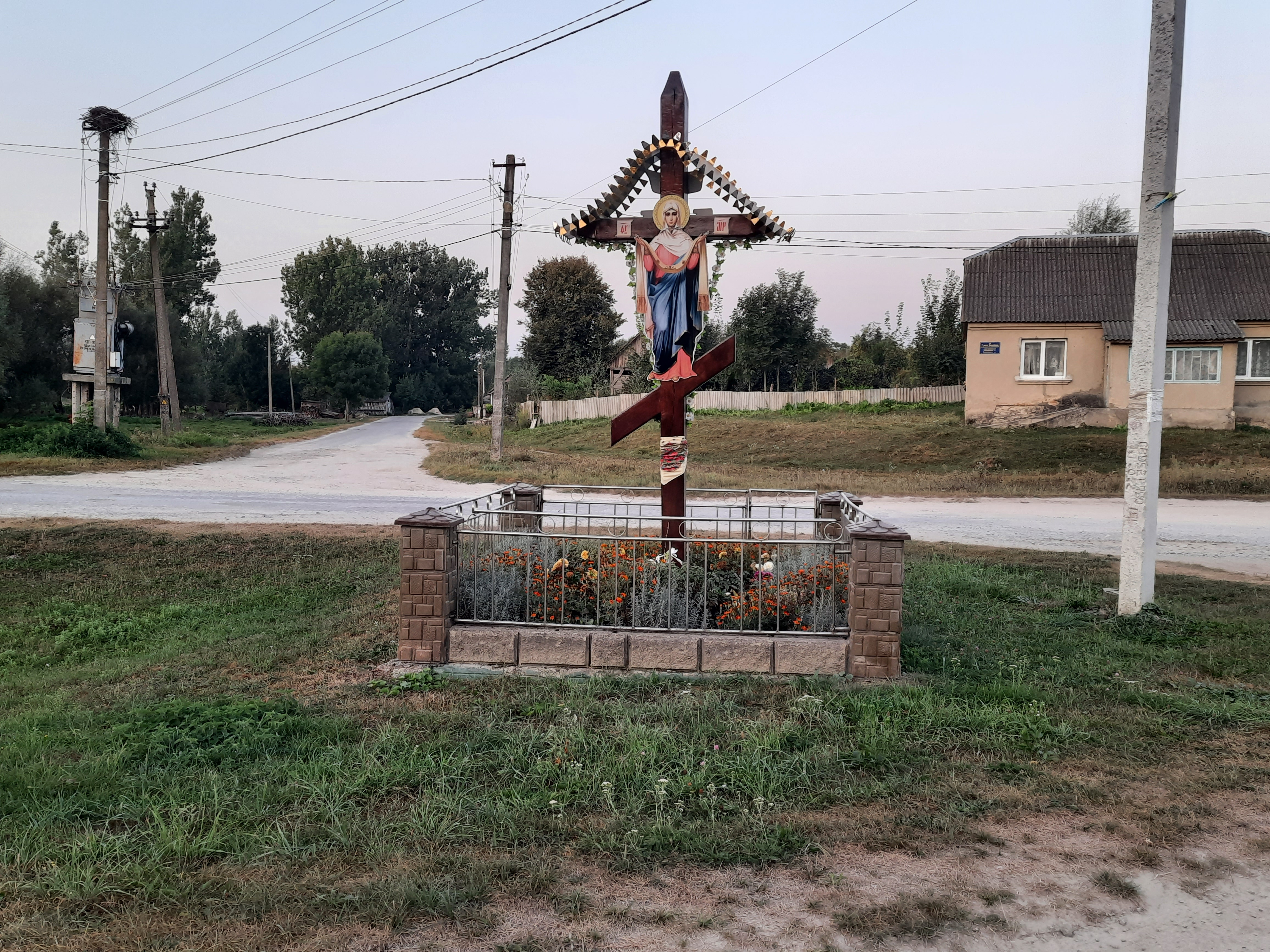
Пам'ятний хрест
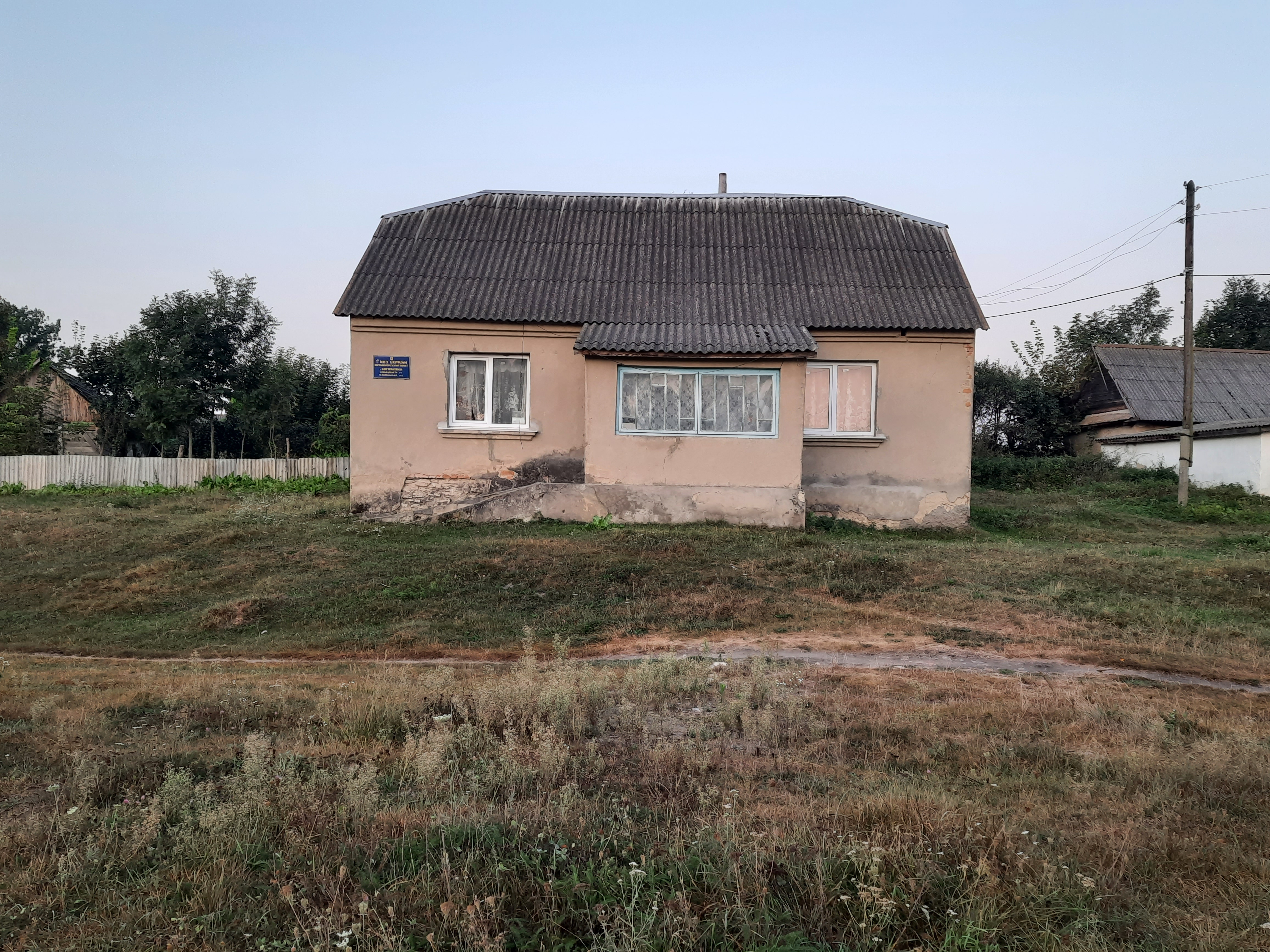
Фельдшерсько-акушерський пункт
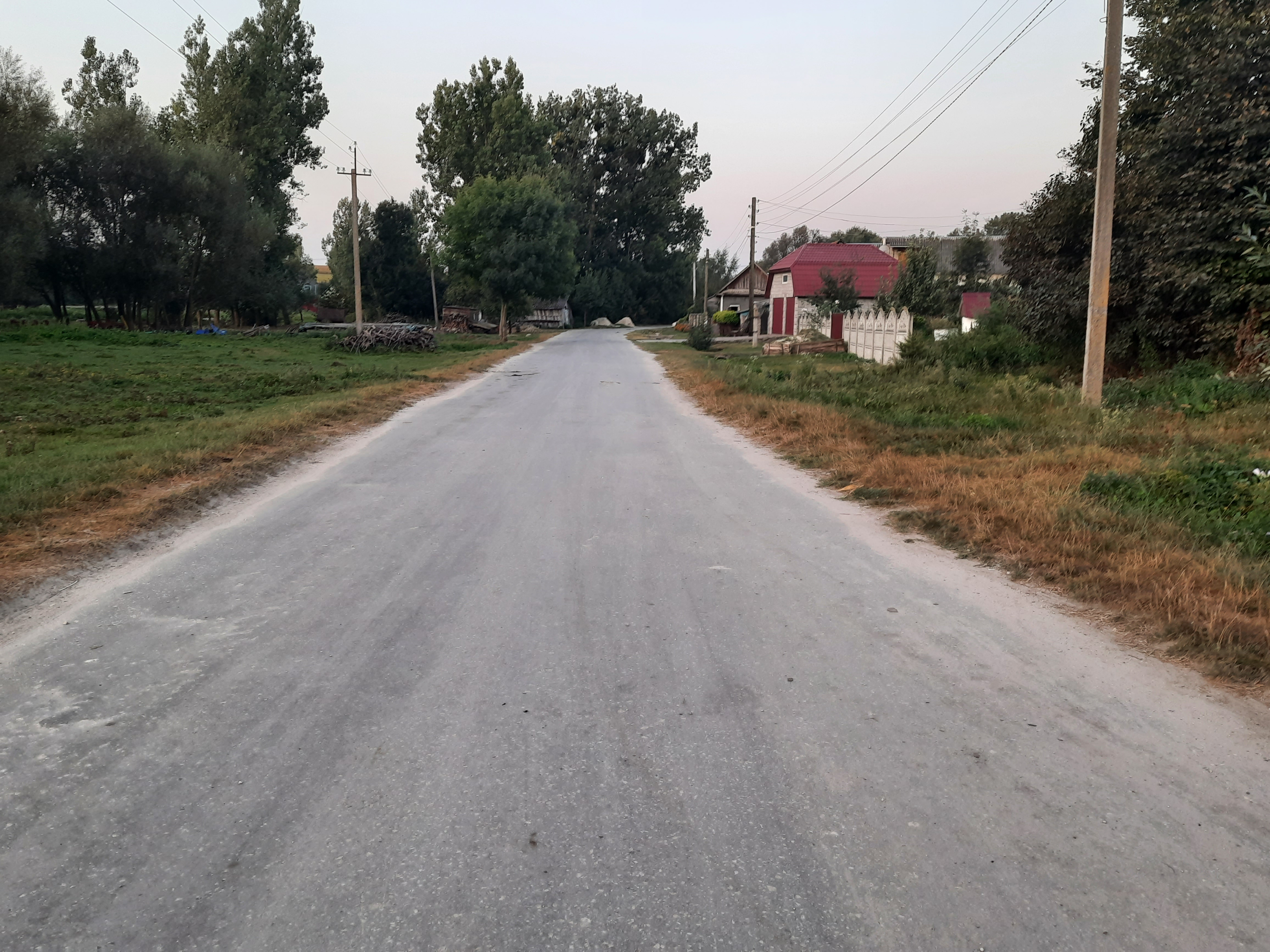
Сільська вулиця